# 裾野市
裾野市（日语：／ Susono shi */?）為靜岡縣東部的市。市名來源於裾野站，“裾野”在日語中本為普通名詞，意為“山麓的緩坡”。

## 地理
- 山: 箱根山、愛鷹山、富士山
- 河川: 黃瀨川

### 相鄰的自治体
- 靜岡縣內：三島市、御殿場市、長泉町、富士市
- 神奈川縣：箱根町